# Thrasyllos (Philosoph)
Thrasyllos (altgriechisch Θράσυλλος, selten Thrasylos, lateinisch Tiberius Claudius Thrasyllus; † 36) war ein antiker Philosoph der mittelplatonischen Richtung und Astrologe. Er war ein langjähriger astrologischer Berater des römischen Kaisers Tiberius. Mitunter wird er nach seiner mutmaßlichen Heimatstadt Thrasyllos von Alexandria genannt. Die Bezeichnung Thrasyllos von Mendes beruht auf seiner Gleichsetzung mit einem aus Mendes in Ägypten stammenden Autor namens Thrasyllos, die jedoch hypothetisch ist.

## Leben
Dass Thrasyllos aus Alexandria in Ägypten stammte oder das dortige Bürgerrecht erworben hatte, ist zu vermuten, da sein Sohn später dort lebte und ein prominenter Bürger der Stadt war.
In den Jahren 6 v. Chr. bis 2 n. Chr. hielt sich Tiberius in freiwilligem Exil auf Rhodos auf, da sein Verhältnis zum damals regierenden Kaiser Augustus zeitweilig gespannt war. Auf Rhodos begegnete er Thrasyllos und nahm ihn in den Kreis seiner Vertrauten auf. Das enge Vertrauensverhältnis der beiden blieb bis zum Tod des Philosophen bestehen. Dank der Förderung durch Tiberius erhielt Thrasyllos das römische Bürgerrecht. Dabei nahm er den Namen seines Gönners an; fortan hieß er lateinisch Tiberius Claudius Thrasyllus.
Als Tiberius im Jahr 2 n. Chr. nach Rom zurückkehrte, begleitete ihn Thrasyllos. In der letzten Zeit vor dem Tod des Augustus (14 n. Chr.) gehörte er offenbar zu dessen Umkreis; zusammen mit Tiberius speiste er beim Kaiser. Während der Herrschaft des Tiberius blieb Thrasyllos ständig in dessen Umgebung, auch nach der Übersiedlung des Kaisers nach Capri.
Thrasyllos starb im Jahr 36. Aus Angaben in einem unvollständig erhaltenen Gedicht ist in der älteren Forschung erschlossen worden, dass seine Gemahlin Aka geheißen habe und königlicher Herkunft gewesen sei, mutmaßlich eine Tochter eines Angehörigen der Herrscherdynastie von Kommagene. Nach heutigem Forschungsstand beruht diese Annahme jedoch auf einer falschen Lesung und Ergänzung des bruchstückhaft vorliegenden Textes. Thrasyllos hatte einen Sohn, Tiberius Claudius Balbillus, der ebenfalls ein berühmter Gelehrter und Astrologe wurde. Balbillus soll, wie Tacitus berichtet, die Herrschaft Neros vorausgesagt haben. Nero ernannte ihn zum praefectus Aegypti. Vermutlich eine Enkelin des Thrasyllos war Ennia Thrasylla, die Frau des mächtigen Prätorianerpräfekten Quintus Naevius Sutorius Macro; das Ehepaar wurde im Jahr 38 von Kaiser Caligula gezwungen, sich selbst den Tod zu geben.

## Anekdoten
Über das Verhältnis des Thrasyllos zu Tiberius sind Anekdoten überliefert, die zum Teil – ebenso wie viele andere Behauptungen der Geschichtsschreiber – dem stark tendenziösen Charakter der Quellen zur Persönlichkeit und Herrschaft dieses Kaisers entsprechen. So wurde erzählt, Thrasyllos habe Tiberius schon auf Rhodos das Kaisertum vorausgesagt. Der misstrauische Tiberius habe ihn auf die Probe gestellt, indem er ihn aufforderte, sich auch zu seiner eigenen Zukunft zu äußern. Es sei nämlich die Gewohnheit des Tiberius gewesen, Astrologen, die er des Betrugs oder der Prahlerei verdächtigte, heimlich töten zu lassen. Darauf habe Thrasyllos die ihm drohende tödliche Gefahr astrologisch erkannt und sei heftig erschrocken. Damit habe er Tiberius tief beeindruckt und so sein Vertrauen gewonnen. Außerdem soll er wahrheitsgemäß angekündigt haben, dass ein in Rhodos eintreffendes Schiff eine erfreuliche Nachricht bringe; dabei handelte es sich um die Aufforderung an Tiberius zur Rückkehr nach Rom. Ferner wurde berichtet, Thrasyllos habe Tiberius nicht nur astrologisch beraten, sondern ihm auch gute astrologische Fähigkeiten vermittelt, so dass der Kaiser sein eigenes künftiges Schicksal ebenso wie dasjenige anderer Personen habe voraussehen können. Einer weiteren Erzählung zufolge sah Thrasyllos den bevorstehenden Tod des Tiberius voraus, verschwieg aber dem Kaiser sein Wissen und täuschte ihn, indem er ihm weitere zehn Lebensjahre verhieß. Daraufhin seien bereits geplante Hinrichtungen aufgeschoben worden, was dazu führte, dass sie nicht vollstreckt wurden. Es hieß, Thrasyllos habe den Tag und die Stunde seines eigenen Todes genau vorausgesagt.
Sueton erzählt, er habe als Kind von seinem Großvater gehört, eine Voraussage des Thrasyllos sei der Grund gewesen, aus dem Kaiser Caligula eine Schiffsbrücke über den Golf von Baiae errichten ließ, auf der er den Golf zu Pferd überquerte. Thrasyllos habe Tiberius gesagt, Caligula werde niemals Kaiser werden, ebenso wenig wie er über den Golf von Baiae reiten werde.

## Werke und Lehre
Die Schriften des Thrasyllos, die sowohl philosophische als auch mathematische, astronomische, astrologische und musikalische Themen behandelten, sind nur fragmentarisch bzw. auszugsweise erhalten oder aus Erwähnungen bei anderen Autoren bekannt.
Eines seiner philosophischen Werke handelte von der platonischen und pythagoreischen Prinzipienlehre. Ein Fragment über den Logos aus einem unbekannten Werk des Thrasyllos ist bei dem Neuplatoniker Porphyrios überliefert. In diesem Text vertritt Thrasyllos die Ansicht, dass der Logos nicht nur in der intelligiblen Welt und in den Naturdingen, sondern auch in künstlich erzeugten Dingen gegenwärtig sei.
Ein weiteres Betätigungsgebiet des Thrasyllos war die Einteilung der Dialoge Platons in Tetralogien (Vierergruppen). Er war aber wohl nicht der Urheber dieser anscheinend bereits im 1. Jahrhundert v. Chr. bekannten Einteilung, sondern hat sie vermutlich nur bearbeitet und wesentlich zu ihrer Verbreitung beigetragen, was dazu führte, dass sie für die Nachwelt mit seinem Namen verbunden blieb. Wahrscheinlich behandelte er die Einteilung in einem Werk, das auch eine Lebensbeschreibung Platons und eine Einführung in dessen Schriften enthielt.
Neben Platon interessierte ihn besonders der Vorsokratiker Demokrit, den er als Pythagoreer betrachtete. Er verfasste eine Einleitung in die Lektüre der Schriften Demokrits, in der er die Werke dieses Philosophen auflistete und sie ebenso wie diejenigen Platons in Vierergruppen einteilte; es ergaben sich 13 Tetralogien, gruppiert in fünf Themenbereiche. Wahrscheinlich existierte diese Einteilung aber schon früher und wurde nur von ihm überarbeitet.
Thrasyllos verfasste ein astronomisches Werk, eine musiktheoretische Abhandlung „Über den siebensaitigen Kanon“ (Peri tou heptachórdou) und ein astrologisches Handbuch, für das der Titel Pros Hierokléa pínax („Pinax an Hierokles“) überliefert ist. Das Wort pinax bezeichnete eine Tafel oder ein Verzeichnis, in spezieller Bedeutung wurde es sinnbildlich und verkürzend für „Astrologie“ benutzt. Der in Auszügen überlieferte und noch in byzantinischer Zeit verwendete Pinax des Thrasyllos war ein Elementarbuch, das unter anderem den Zodiak und die Bewegungen von Sonne und Mond beschrieb.
Falls der Philosoph Thrasyllos mit Thrasyllos von Mendes gleichzusetzen ist, ist er auch als Verfasser zweier diesem Autor zugeschriebener Werke anzusehen, die nur aus Erwähnungen bei Pseudo-Plutarch bekannt sind: einer Abhandlung „Über Steine“ (Peri líthōn) in mindestens drei Büchern und einer Schrift „Ägyptisches“ (Aigyptiaká).

## Rezeption
Das astrologische Handbuch des Thrasyllos erzielte eine beträchtliche Nachwirkung; es wurde u. a. von Plinius dem Älteren konsultiert. Juvenal erwähnt „Zahlen des Thrasyllos“, die im frühen 2. Jahrhundert die Grundlage für viele astrologische oder numerologische Entscheidungen in Alltagsfragen boten. Die im Buch über den Kanon dargelegte Harmonielehre stieß bei Theon von Smyrna und Nikomachos von Gerasa auf Kritik. Das Werk über die Prinzipienlehre war noch im 3. Jahrhundert bekannt; der Gelehrte Longinos äußerte sich darüber in einer von Porphyrios zitierten Schrift.
Im 4. Jahrhundert nahmen Kaiser Julian und der Rhetor Themistios auf die Freundschaft zwischen Thrasyllos und Tiberius Bezug. Julian schrieb in einem Brief an Themistios, dass Thrasyllos durch seine Verbindung mit einem Tyrannen wie Tiberius für alle Zeiten diskreditiert wäre, wenn es ihm nicht gelungen wäre, in seinen Schriften einen vorteilhaften Eindruck von seinem Charakter zu erwecken.